# ビセンテ・ザンバダ・ニエブラ
ヘスス・ビセンテ・ザンバダ・ニエブラ（スペイン語: Jesús Vicente Zambada Niebla、1975年3月23日 - ）は、シナロア・カルテルの幹部。
通称「エル・ビセンティージョ」("El Vicentillo") の名で知られている。

## 経歴
ビセンテはシナロア州を拠点とする犯罪組織であるシナロア・カルテルの元幹部。また、指名手配が世界で最もなされている強大な麻薬王の一人であるイスマエル・サンバダ・ガルシア (エル・マヨ)の息子である。
彼は2009年3月19日にメキシコの首都メキシコシティで逮捕され、麻薬密売関連の罪で裁判を受けるために2010年2月にアメリカ側に引き渡され、2019年5月30日に懲役15年の判決を受けた。
シナロア・カルテルの複数のメンバーに対する証言に協力したため、彼の有罪判決の期間は短縮された。